# Gisagara (kommun)
Gisagara är en kommun i Burundi. Den ligger i provinsen Cankuzo, i den östra delen av landet, 150 kilometer öster om Burundis största stad Bujumbura.